# Moxostoma lacerum
Moxostoma lacerum es una especie de peces de la familia Catostomidae en el orden de los Cypriniformes. Está considerada extinta por la Unión Internacional para la Conservación de la Naturaleza (IUCN).

## Morfología
• Los machos pueden llegar alcanzar los 31,3 cm de longitud total.

## Distribución geográfica
Se encuentran en Norteamérica: Estados Unidos.